# Associazione Calcio ChievoVerona 2004-2005
Questa voce raccoglie le informazioni riguardanti l'Associazione Calcio ChievoVerona nelle competizioni ufficiali della stagione 2004-2005.

## Stagione
Nella stagione 2004-2005 la squadra clivense disputa il suo quarto campionato di Serie A della sua storia, arrivando 15ª con 43 punti. Per questa stagione il tecnico scelto da Luca Campedelli è Mario Beretta, raccoglie 21 punti nel girone di andata e 22 nel girone di ritorno, sempre in lotta per ottenere la salvezza. A tre turni dal termine in piena bagarre, dopo la sconfitta (1-2) in casa contro la Fiorentina, il tecnico viene sostituito da Maurizio D'Angelo che con 7 punti raccolti nelle ultime tre partite, centra l'obiettivo salvezza. Autore di 7 reti Sergio Pellissier p il miglior marcatore veronese di stagione. Nella Coppa Italia il Chievo entra in scena nel Primo turno, ma viene subito estromesso dal Torino.

## Rosa
| N. |                     | Ruolo | Calciatore          |
| -- | ------------------- | ----- | ------------------- |
| 1  | Italia (bandiera)   | P     | Luca Marchegiani    |
| 2  | Ghana (bandiera)    | D     | John Mensah         |
| 3  | Italia (bandiera)   | C     | Alfredo Cariello    |
| 4  | Italia (bandiera)   | P     | Paolo Codognola     |
| 5  | Brasile (bandiera)  | C     | Luciano             |
| 6  | Svizzera (bandiera) | D     | Giuseppe Aquaro     |
| 6  | Italia (bandiera)   | D     | Alessandro Potenza  |
| 7  | Italia (bandiera)   | C     | Franco Semioli      |
| 8  | Italia (bandiera)   | C     | Roberto Baronio     |
| 10 | Italia (bandiera)   | C     | Andrea Zanchetta    |
| 11 | Brasile (bandiera)  | A     | Amauri              |
| 12 | Brasile (bandiera)  | P     | Júlio César         |
| 14 | Italia (bandiera)   | D     | Emanuele Pesaresi   |
| 15 | Brasile (bandiera)  | C     | Diego Silva Reis    |
| 16 | Italia (bandiera)   | C     | Ivone De Franceschi |
| 17 | Italia (bandiera)   | D     | Leonardo Moracci    |
| 18 | Italia (bandiera)   | C     | Davide Marchini     |

| N. |                    | Ruolo | Calciatore           |
| -- | ------------------ | ----- | -------------------- |
| 19 | Italia (bandiera)  | C     | Daniele Franceschini |
| 20 | Italia (bandiera)  | C     | Riccardo Allegretti  |
| 20 | Italia (bandiera)  | C     | Massimiliano Fusani  |
| 21 | Italia (bandiera)  | C     | Paolo Sammarco       |
| 23 | Italia (bandiera)  | D     | Salvatore Lanna      |
| 24 | Italia (bandiera)  | A     | Federico Cossato     |
| 25 | Brasile (bandiera) | D     | César                |
| 27 | Italia (bandiera)  | D     | Fabio Moro           |
| 28 | Italia (bandiera)  | C     | Mattia Marchesetti   |
| 31 | Italia (bandiera)  | A     | Sergio Pellissier    |
| 32 | Italia (bandiera)  | D     | Marco Malagò         |
| 33 | Italia (bandiera)  | C     | Matteo Brighi        |
| 34 | Italia (bandiera)  | P     | Sergio Marcon        |
| 40 | Brasile (bandiera) | C     | Higo Seara           |
| 41 | Italia (bandiera)  | A     | Davide Succi         |
| 72 | Italia (bandiera)  | D     | Lorenzo D'Anna       |
| 83 | Italia (bandiera)  | D     | Marco Esposito       |

## Risultati

### Serie A

#### Girone di andata
| Arbitro: | Paparesta (Bari) |

|                            |           |                           |
| Semioli 29’ Pellissier 37’ | Marcatori | 16’ Stanković 48’ Adriano |

| Arbitro: | Dattilo (Locri) |

|            |           |                         |
| Protti 15’ | Marcatori | 49’ Cossato 56’ Semioli |

| Verona 22 settembre 2004, ore 20:30 3ª giornata | Chievo            | 0 – 0 referto | Udinese | Stadio Marcantonio Bentegodi (7 375 spett.)\| Arbitro: \| Saccani (Mantova) \| |
| Arbitro:                                        | Saccani (Mantova) |               |         |                                                                                |

| Messina 26 settembre 2004, ore 15:00 4ª giornata | Messina           | 0 – 0 referto | Chievo | Stadio San Filippo (28 186 spett.)\| Arbitro: \| Rizzoli (Bologna) \| |
| Arbitro:                                         | Rizzoli (Bologna) |               |        |                                                                       |

| Arbitro: | Messina (Bergamo) |

|                            |           |               |
| Baronio 48’ Tiribocchi 79’ | Marcatori | 90+3’ Vučinić |

| Arbitro: | Tagliavento (Terni) |

|  |           |            |
|  | Marcatori | 72’ Brighi |

| Verona 24 ottobre 2004, ore 15:00 7ª giornata | Chievo              | 0 – 0 referto | Reggina | Stadio Marcantonio Bentegodi (7 897 spett.)\| Arbitro: \| Collina (Viareggio) \| |
| Arbitro:                                      | Collina (Viareggio) |               |         |                                                                                  |

| Arbitro: | Paparesta (Bari) |

|  |           |                     |
|  | Marcatori | 32’ Volpi 35’ Diana |

| Arbitro: | Pieri (Lucca) |

|                                         |           |  |
| Zalayeta 25’ Nedvěd 65’ Ibrahimović 79’ | Marcatori |  |

| Arbitro: | Tombolini (Ancona) |

|            |           |  |
| Schopp 86’ | Marcatori |  |

| Arbitro: | Saccani (Mantova) |

|                |           |  |
| Tiribocchi 74’ | Marcatori |  |

| Arbitro: | Rizzoli (Bologna) |

|                              |           |                      |
| Amauri 55’ (aut.) Morfeo 78’ | Marcatori | 63’ Amauri 68’ César |

| Arbitro: | Collina (Viareggio) |

|  |           |            |
|  | Marcatori | 49’ Crespo |

| Arbitro: | Trefoloni (Siena) |

|                                               |           |                           |
| Zola 33’, 39’ (rig.) Langella 45’ Abeijón 60’ | Marcatori | 58’ Pellissier 88’ Amauri |

| Arbitro: | Bertini (Arezzo) |

|                 |           |          |
| Cossato 7’, 38’ | Marcatori | 89’ Toni |

| Arbitro: | Rizzoli (Bologna) |

|                         |           |  |
| Riganò 45’ Portillo 70’ | Marcatori |  |

| Arbitro: | Bergonzi (Genova) |

|             |           |                         |
| Semioli 74’ | Marcatori | 44’ Taddei 54’, 65’ Flo |

| Arbitro: | Messina (Bergamo) |

|                                            |           |               |
| Locatelli 27’ Tare 60’ Bellucci 87’ (rig.) | Marcatori | 77’ Zanchetta |

| Arbitro: | Morganti (Ascoli Piceno) |

|                               |           |                   |
| Pellissier 15’ Tiribocchi 20’ | Marcatori | 34’, 56’ Montella |

#### Girone di ritorno
| Arbitro: | Paparesta (Bari) |

|             |           |              |
| Martins 83’ | Marcatori | 73’ Mandelli |

| Arbitro: | Tombolini (Ancona) |

|                |           |  |
| Tiribocchi 31’ | Marcatori |  |

| Arbitro: | Tagliavento (Terni) |

|                                                 |           |  |
| Jankulovski 47’ F. Moro 52’ (aut.) Iaquinta 82’ | Marcatori |  |

| Arbitro: | Cassarà (Palermo) |

|                |           |  |
| Tiribocchi 15’ | Marcatori |  |

| Arbitro: | Morganti (Ascoli Piceno) |

|                                  |           |  |
| Konan 27’ Valdés 75’ Vučinić 77’ | Marcatori |  |

| Arbitro: | Rocchi (Firenze) |

|  |           |            |
|  | Marcatori | 76’ Rocchi |

| Arbitro: | Pieri (Lucca) |

|              |           |  |
| Nakamura 40’ | Marcatori |  |

| Arbitro: | Dondarini (Finale Emilia) |

|                |           |  |
| Gasbarroni 82’ | Marcatori |  |

| Arbitro: | Paparesta (Bari) |

|  |           |             |
|  | Marcatori | 87’ Olivera |

| Arbitro: | Collina (Viareggio) |

|                                       |           |            |
| D'Anna 61’ (rig.) Pellissier 81’, 87’ | Marcatori | 20’ Mareco |

| Arbitro: | Paparesta (Bari) |

|                                               |           |  |
| Marcolini 6’ (rig.) Makinwa 15’ Montolivo 54’ | Marcatori |  |

| Arbitro: | Farina (Novi Ligure) |

|                             |           |  |
| Marchesetti 66’ Cossato 77’ | Marcatori |  |

| Arbitro: | Paparesta (Bari) |

|             |           |  |
| Seedorf 65’ | Marcatori |  |

| Arbitro: | Tagliavento (Terni) |

|                |           |           |
| Pellissier 32’ | Marcatori | 73’ Gobbi |

| Arbitro: | Bertini (Arezzo) |

|                    |           |                            |
| Toni 18’ Zauli 28’ | Marcatori | 10’ Pellissier 56’ Semioli |

| Arbitro: | Dondarini (Finale Emilia) |

|              |           |                         |
| Mandelli 86’ | Marcatori | 43’ Miccoli 79’ Božinov |

| Arbitro: | Rosetti (Torino) |

|  |           |             |
|  | Marcatori | 80’ Semioli |

| Arbitro: | Collina (Viareggio) |

|              |           |  |
| Mandelli 82’ | Marcatori |  |

| Roma 29 maggio 2005, ore 15:00 38ª giornata | Roma                     | 0 – 0 referto | Chievo | Stadio Olimpico (55 386 spett.)\| Arbitro: \| Morganti (Ascoli Piceno) \| |
| Arbitro:                                    | Morganti (Ascoli Piceno) |               |        |                                                                           |

### Coppa Italia
| Arbitro: | Cassarà (Palermo) |

|            |           |  |
| Franco 71’ | Marcatori |  |

| Arbitro: | Dondarini (Finale Emilia) |

|                |           |                  |
| Tiribocchi 24’ | Marcatori | 4’ (rig.) Franco |

## Statistiche
| Competizione | Punti | In casa | In casa | In casa | In casa | In casa | In casa | In trasferta | In trasferta | In trasferta | In trasferta | In trasferta | In trasferta | Totale | Totale | Totale | Totale | Totale | Totale | D.R. |
| Competizione | Punti | G       | V       | N       | P       | Gf      | Gs      | G            | V            | N            | P            | Gf           | Gs           | G      | V      | N      | P      | Gf     | Gs     | D.R. |
| ------------ | ----- | ------- | ------- | ------- | ------- | ------- | ------- | ------------ | ------------ | ------------ | ------------ | ------------ | ------------ | ------ | ------ | ------ | ------ | ------ | ------ | ---- |
| Serie A      | 43    | 19      | 8       | 5       | 6       | 20      | 18      | 19           | 3            | 5            | 11           | 12           | 31           | 38     | 11     | 10     | 17     | 32     | 49     | -1   |
| Coppa Italia | -     | 1       | 0       | 1       | 0       | 1       | 1       | 1            | 0            | 0            | 1            | 0            | 1            | 2      | 0      | 1      | 1      | 1      | 2      | -1   |
| Totale       | 43    | 20      | 8       | 6       | 6       | 21      | 19      | 20           | 3            | 5            | 12           | 12           | 32           | 40     | 11     | 11     | 18     | 33     | 51     | -2   |

### Andamento in campionato
| Giornata  | 1 | 2 | 3 | 4 | 5 | 6 | 7 | 8 | 9 | 10 | 11 | 12 | 13 | 14 | 15 | 16 | 17 | 18 | 19 | 20 | 21 | 22 | 23 | 24 | 25 | 26 | 27 | 28 | 29 | 30 | 31 | 32 | 33 | 34 | 35 | 36 | 37 | 38 |
| --------- | - | - | - | - | - | - | - | - | - | -- | -- | -- | -- | -- | -- | -- | -- | -- | -- | -- | -- | -- | -- | -- | -- | -- | -- | -- | -- | -- | -- | -- | -- | -- | -- | -- | -- | -- |
| Luogo     | C | T | C | T | C | T | C | C | T | T  | C  | T  | C  | T  | C  | T  | C  | T  | C  | T  | C  | T  | C  | T  | C  | T  | T  | C  | C  | T  | C  | T  | C  | T  | C  | T  | C  | T  |
| Risultato | N | V | N | N | V | V | N | P | P | P  | V  | N  | P  | P  | V  | P  | P  | P  | N  | N  | V  | P  | V  | P  | P  | P  | P  | P  | V  | P  | V  | P  | N  | N  | P  | V  | V  | N  |
| Posizione | 7 | 5 | 8 | 7 | 4 | 3 | 4 | 5 | 7 | 12 | 6  | 5  | 10 | 12 | 10 | 13 | 15 | 16 | 16 | 16 | 14 | 14 | 12 | 14 | 15 | 15 | 17 | 17 | 16 | 17 | 15 | 17 | 16 | 17 | 18 | 17 | 14 | 15 |

Legenda:

Luogo: C = Casa; T = Trasferta. Risultato: V = Vittoria; N = Pareggio; P = Sconfitta.}